# Isabel Cabezas Regaño
Isabel Cabezas Regaño (Argallón, Fuente Obejuna, 15 de març de 1968) és una política espanyola membre del Partit Popular (PP). És diputada per la Circumscripció electoral de Còrdova des del 29 de novembre de 2016 per a la XII legislatura.

## Biografia

### Vida professional
Isabel Cabezas Regaño és tècnica auxiliar de clínica. Ha tingut una formació en la branca sanitària i en la prevenció dels riscos. Ha exercit durant tretze anys com a assistent dental.

### Vida política
Ha sigut regidora de Fuente Obejuna i alcaldessa d'esta ciutat fins a 2015. Ha sigut diputada al Parlament d'Andalusia i vicepresidenta de la Mancomunitat del Valle del Guadiato.
El 29 de novembre de 2016 va ser triada diputada per a Còrdova al Congrés dels diputats, en substitució de José Antonio Nieto Ballesteros, nomenat secretari d'Estat. Ocupa el càrrec de portaveu adjunta de la Comissió de Sanitat i Serveis Socials.